# Convento da Cartuxa (Caxias)

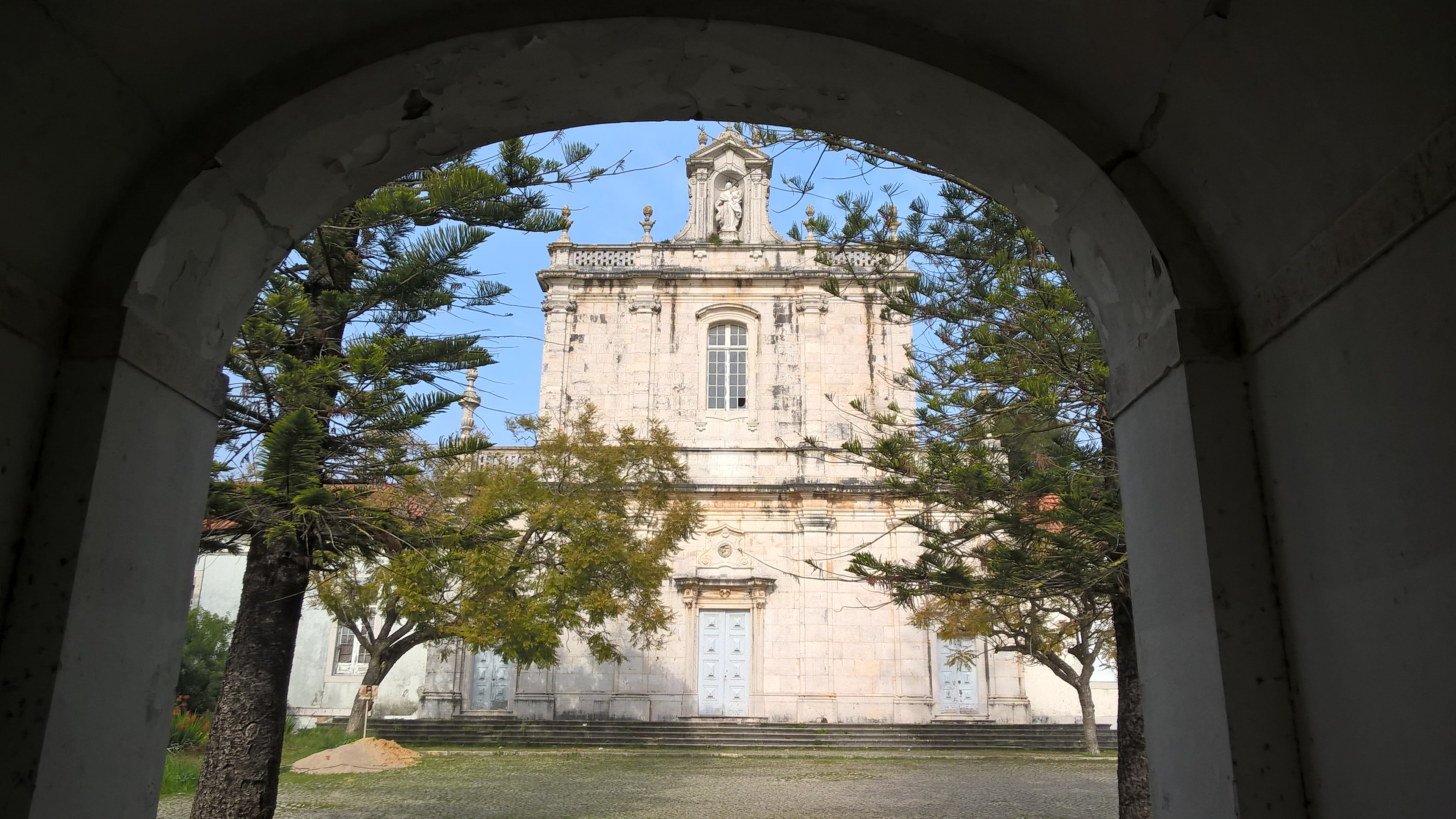
Igreja do Convento da Cartuxa vista do portão de entrada

O Convento da Cartuxa localiza-se em Laveiras (Caxias (Oeiras), Grande Lisboa). É um dos dois conventos da Ordem dos Cartuxos no país, sendo o outro o Convento da Cartuxa de Évora.

## História
Remonta a um primitivo templo erguido no vale da ribeira de Barcarena pelos frades da Ordem de São Bruno, sob a invocação de Nossa Senhora da Conceição e de São Bruno de Colónia. Em 1736 foi concluindo o atual templo, em local mais ermo que o anterior, coincidindo com a época em que também se começava a erguer a Quinta Real de Caxias.
Desde 1903 aqui funciona o Instituto Padre António de Oliveira. O Convento é propriedade do Ministério da Justiça. Não se encontra aberto ao público, apenas sendo visível do exterior. Aos domingos é celebrada missa ao meio-dia.
Em 2012, foi aqui parcialmente filmado o filme Comboio Noturno Para Lisboa com Jeremy Irons.
Em 17 de fevereiro de 2021, foi assinado o auto de cedência do edifício ao Município de Oeiras, que vai investir cerca de 7,5 milhões de euros naquele património abandonado há 30 anos. A concessão é de 42 anos.

## Características
O templo, numa imitação livre da Igreja da Cartuxa de Évora, cuja traça se assemelha à da de Santa Cecilia in Trastevere, em Roma, apresenta uma imponente fachada em pedra de calcário. Não tem torres sineiras, colocando no ponto mais elevado e central, a Virgem com o Menino ("Santa Maria Vallis Misericordiae").
Ao lado esquerdo, uma porta permite o acesso direto a um pequeno claustro de três arcos em cada ala, mandado construir pelo cardeal D. Luís de Sousa nos finais do século XVII.